# Art Basel Miami Beach
Art Basel Miami Beach est l'édition américaine de la foire d'art contemporain de Bâle. Elle se tient chaque année sur une semaine en décembre.

## Historique
Créée en 2002, cette foire est devenue en quelques années une des principales au monde,.  